# Jemnice (Strážek)
Jemnice (německy Jemnitz) je malá vesnice, část městyse Strážek v okrese Žďár nad Sázavou. Nachází se asi 1,5 km na západ od Strážku. Prochází zde silnice II/389. V roce 2009 zde bylo evidováno 44 adres. V roce 2001 zde trvale žilo 99 obyvatel.
Jemnice leží v katastrálním území Jemnice u Moravce o rozloze 2,33 km2.

## Galerie

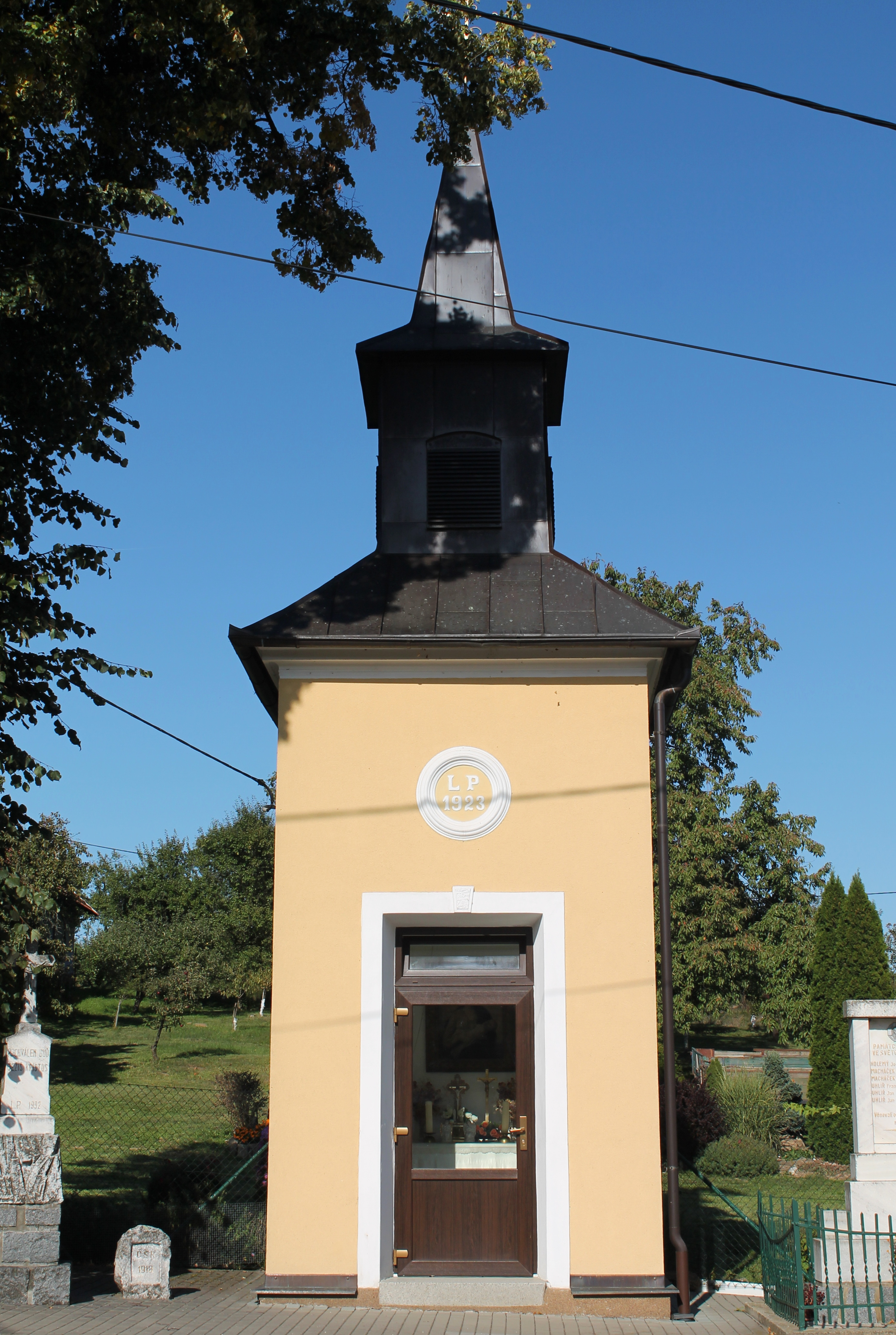
Kaple v Jemnici
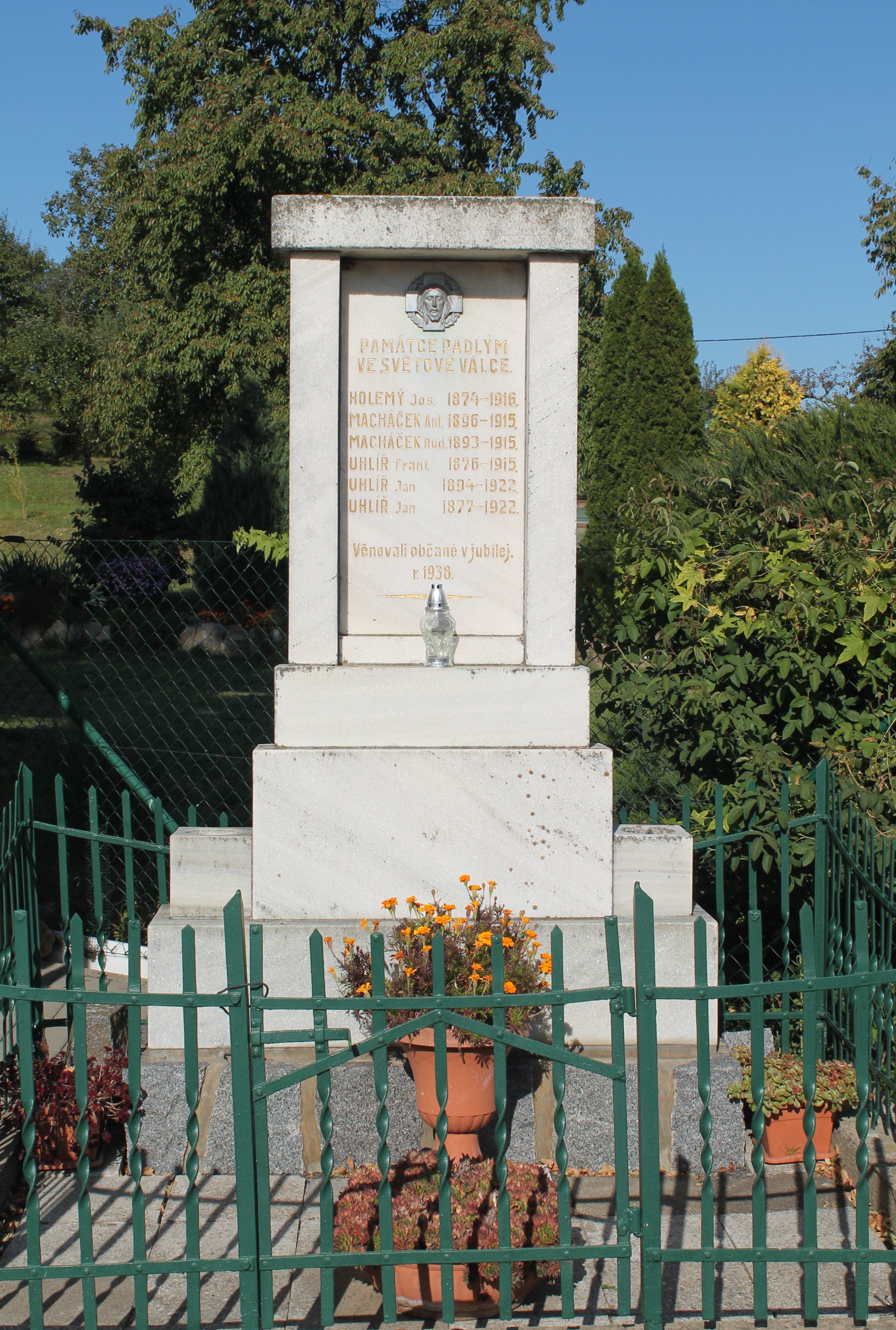
Pomník padlým v první světové válce
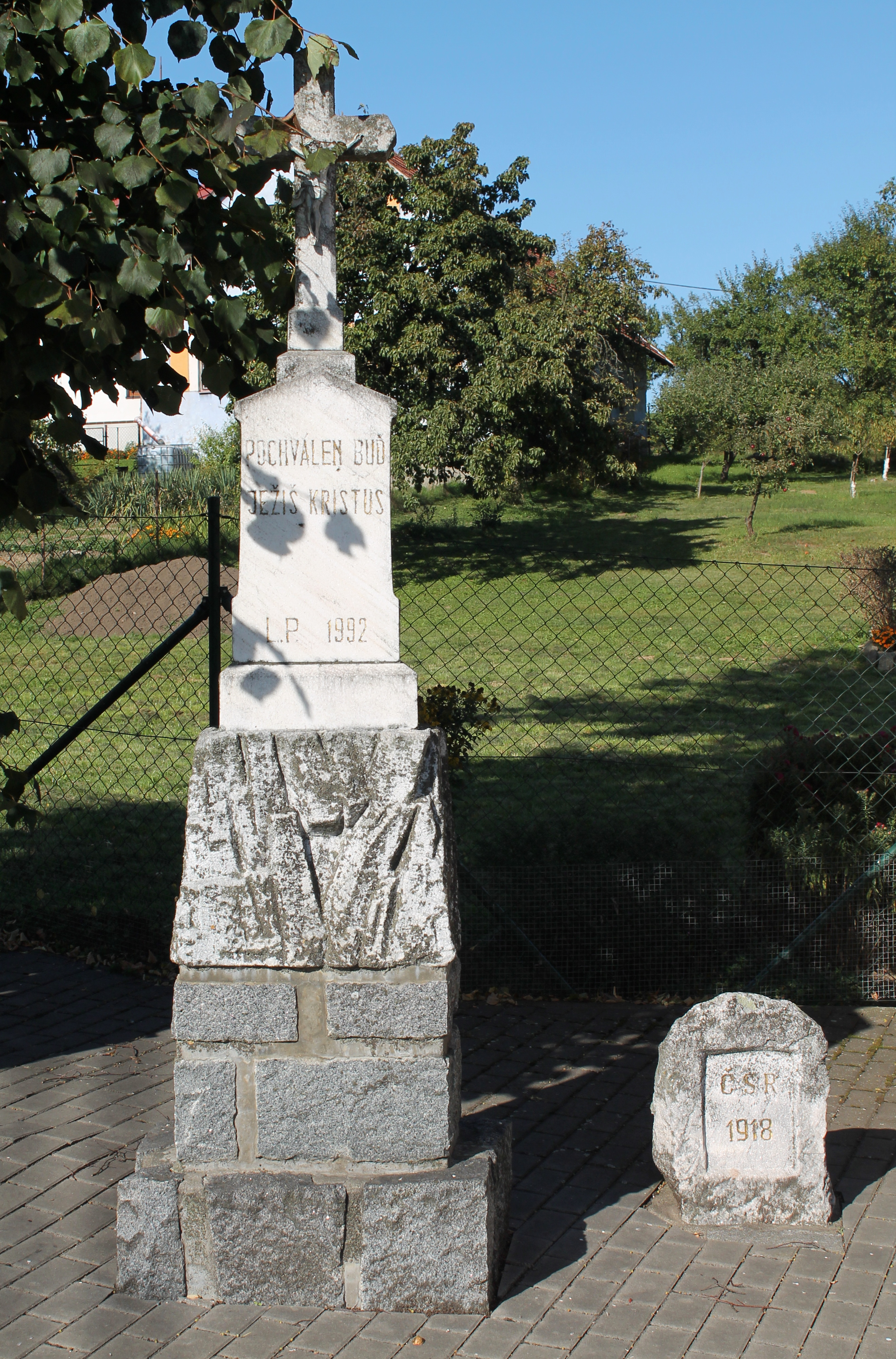
Kříž a pamětní kámen ke vzniku Československa
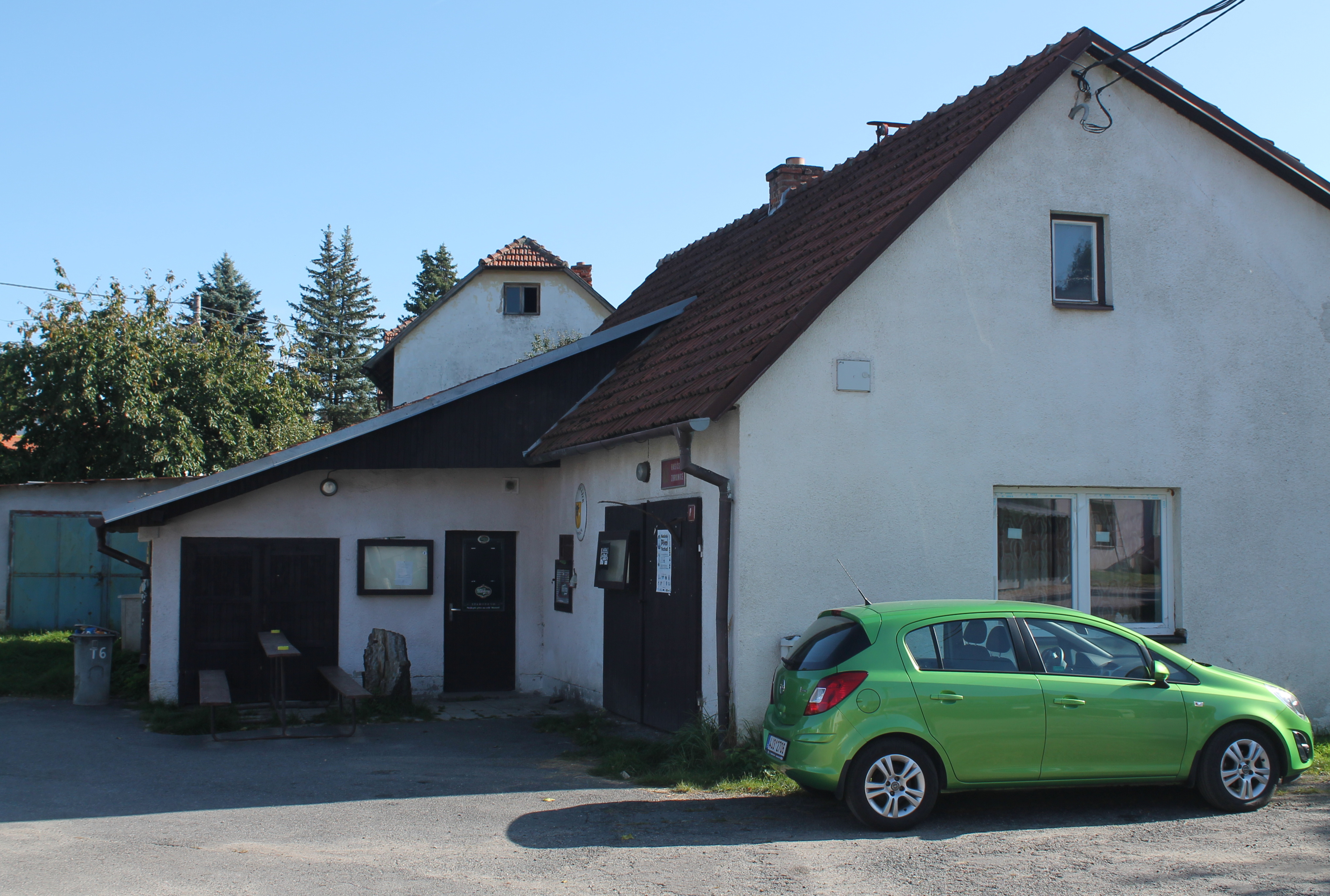
Hasičská zbrojnice
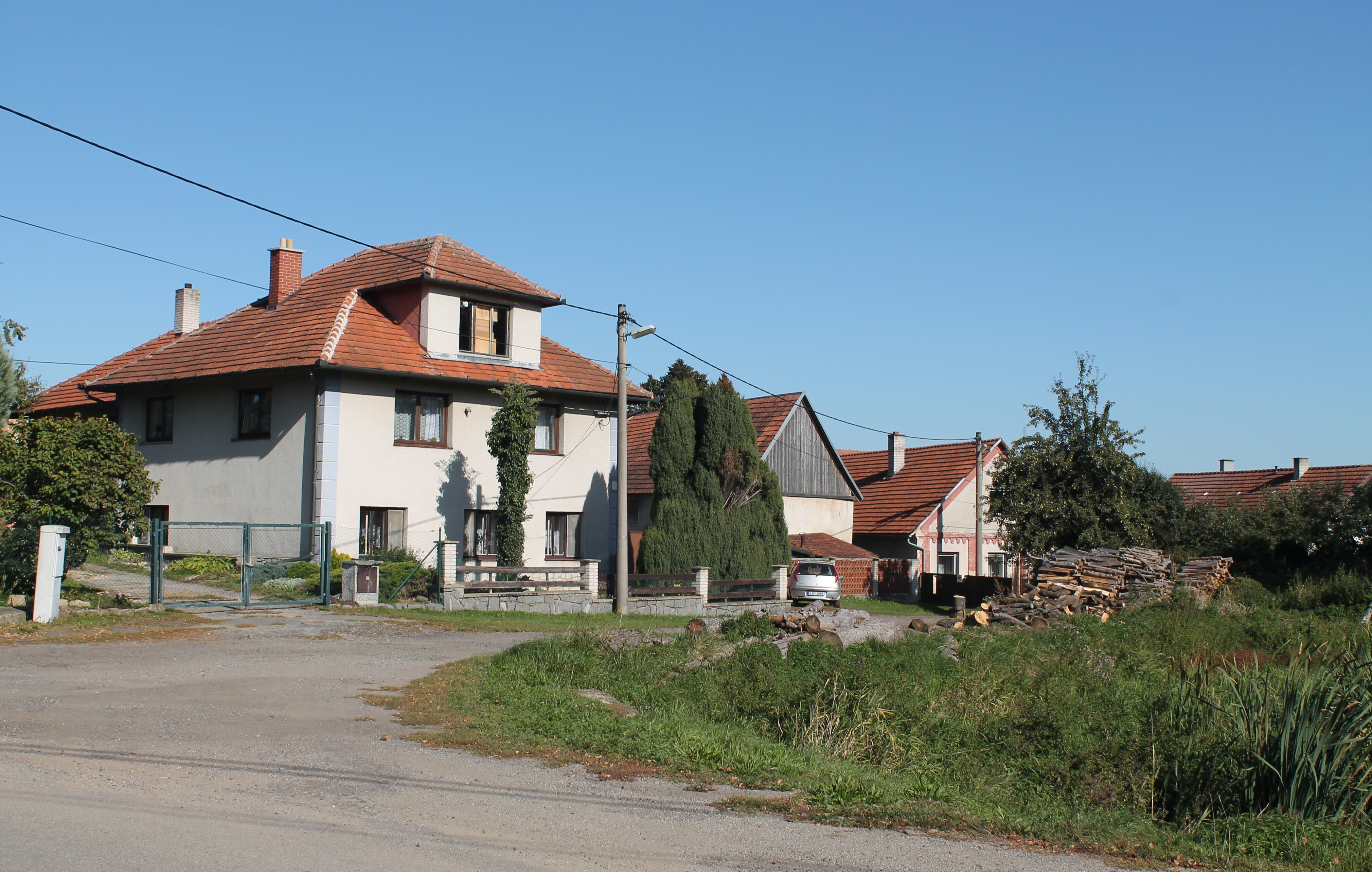
Východní část návsi s rybníkem